# 権蔵橋 (富山県)
権蔵橋（ごんぞうばし）は、富山県黒部市および下新川郡入善町の黒部川に架かる富山県道45号黒部朝日公園線の橋長535 m（メートル）の桁橋である。

## 概要
- 左岸：富山県黒部市若栗[1]
- 右岸：富山県下新川郡入善町小摺戸[1]
- 橋格 - B活荷重
- 形式 - 鋼10径間連続箱桁橋
- 橋長 - 535.0 m
  - 支間割 - 52.8 m+8×53.5 m+3×52.8 m
- 幅員
  - 有効幅員 - 16.50 m
  - 車道 - 9.50 m
  - 歩道 - 両側3.50 m
- 床版 - 鉄筋コンクリート
- 総鋼重 - 3 008 t
- 施工 - 川田工業・佐藤鉄工
- 工法 - トラッククレーン・ベント工法

## 沿革
元々は渡し船で渡河していたが、黒部川扇状地の交通事情改善を目的に1916年（大正5年）に吊橋を架けた。その後、1934年（昭和9年）に洪水で流失したことに伴い、1937年（昭和12年）2月に長さ700 m、幅3間（当時富山県最大）の橋を設置したが度々流失していたため、三日市出身の代議士・寺島権蔵によって全長541 m、幅員6 mの木橋が架けられた。その後、1952年に中央部が流出するなどして中央部のみ永久橋化され2径間のポニートラス橋となったが、この橋も1957年（昭和32年）および1959年（昭和34年）8月に洪水で流失した。復旧した後の1967年（昭和43年）に木橋の一部長さ217 mが単純合成桁橋に置換され、1968年（昭和43年）3月に富山県により全部が永久橋（鋼トラス桁橋、長さ541 m、幅5.5 m）化され、同年5月1日に完成した（1967年（昭和42年）2月着工、総工費1億8,400万円）。
その後、北陸新幹線開業を見据えた黒部宇奈月温泉駅へのアクセス道路の整備に伴い、富山県が1995年（平成7年）から新橋の建設に着手、2002年（平成14年）5月31日に開通した。これに伴い、先代の橋は撤去された。